# Acorduloceridea compressicornis
Acorduloceridea compressicornis – gatunek błonkówki z rodziny Pergidae.

## Taksonomia
Gatunek ten został opisany w 1912 roku przez Sieverta Rohwera. Holotyp (samica) został odłowiony na panamskiej wyspie Taboga. 

## Zasięg występowania
Ameryka Środkowa i Południowa, notowany w Kostaryce, Panamie oraz Kolumbii.